# Diplauxis hatti
Diplauxis hatti is een soort in de taxonomische indeling van de Myzozoa, een stam van microscopische parasitaire dieren. Het organisme komt uit het geslacht Diplauxis en behoort tot de familie Lecudinidae. Diplauxis hatti werd in 1964 ontdekt door Vivier, Ormieres & Tuzet.